# Meszlényi Zoltán (püspök)
Boldog Meszlényi Zoltán Lajos (Hatvan, 1892. január 2. –‎ Kistarcsa, 1951. március 4.) római katolikus magyar vértanú püspök.

## További információk

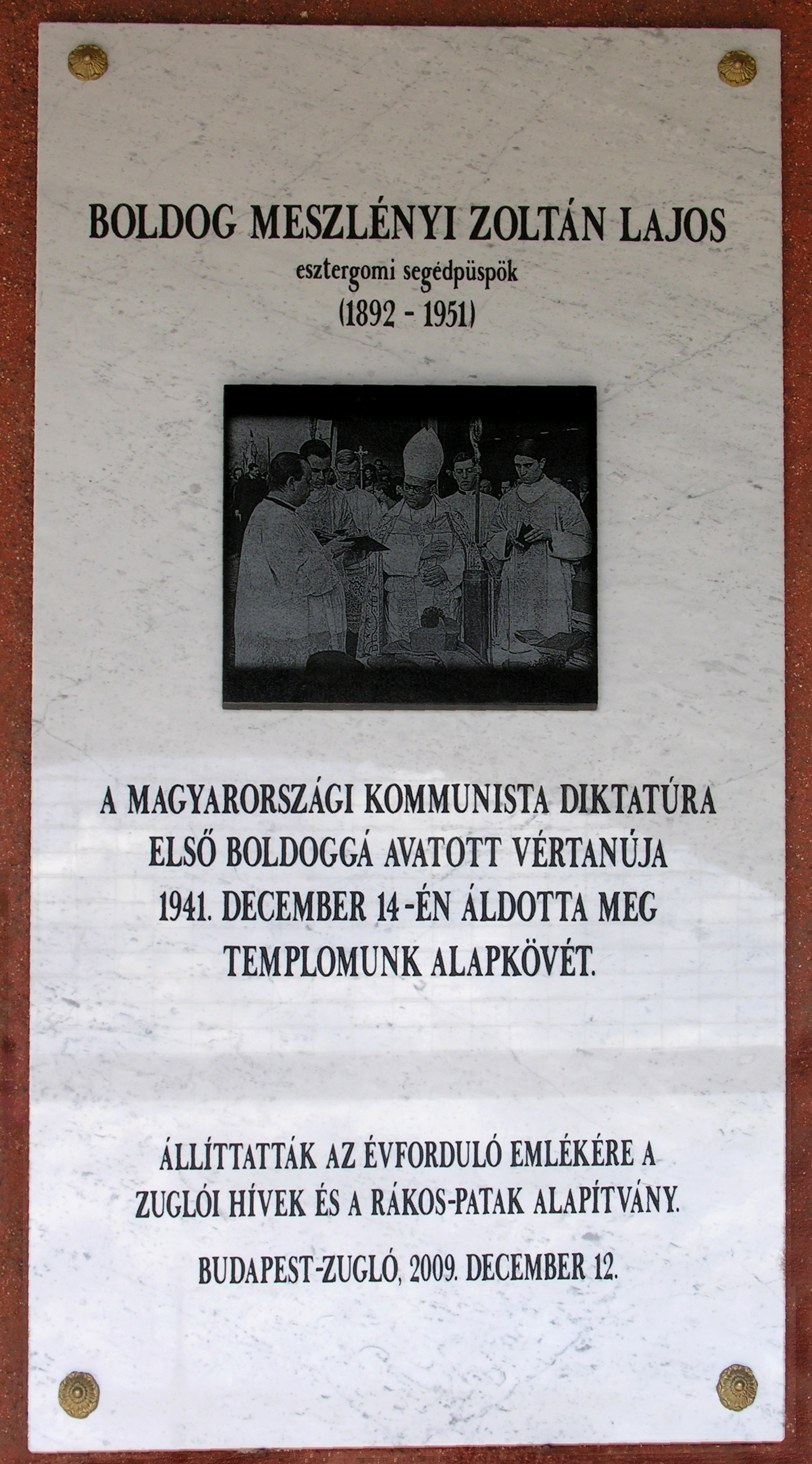
Emléktáblája

## Pályafutása
Édesapja tanító, majd iskolaigazgató volt. Zoltán az öt gyermek között másodikként látta meg a napvilágot. Gimnáziumi tanulmányait a rimaszombati protestáns gimnáziumban kezdte, majd miután a család Budapestre költözött, a második osztálytól a VIII. kerületi állami gimnáziumban (Tavaszmező utca 17.) folytatta. Onnan jelentkezett 1907-ben kispapnak, így a gimnázium utolsó két évét kisszeminaristakánt az esztergomi bencés gimnáziumban fejezte be. Érettségi után, 1909-ben pártfogója, Vaszary Kolos bíboros-hercegprímás, esztergomi érsek Rómába küldte továbbtanulni. Teológiai tanulmányainak nagy részét a Collegium Germanicum et Hungaricum növendékeként a Gregoriana Pápai Egyetemen végezte. 1912. július 20-án filozófiai doktorátust, 1913-ban teológiai diplomát szerzett. Az első világháború miatt kényszerből egy ideig Innsbruckban is tanult; itt szentelte pappá 1915. október 28-án Franz Egger brixeni herceg-püspök.
Magyarországra történő visszatérése után először Komáromba nevezték ki káplánnak, de püspöke, Csernoch János bíboros-hercegprímás már néhány hónap múltán Esztergomba hívta, ahol a prímási kancellárián bíztak rá egyre fontosabb feladatköröket. 1917. március 2-án a kardinális érseki levéltárossá és szertartóvá nevezte ki. 1926. január 30-án hercegprímási és érseki titkár, majd 1931-ben a főkáptalan tagja, nógrádi és honti főesperes, később a káptalan helynöke lett. Serédi Jusztinián bíboros 1929. július 6-án az „érseki ház önálló és felelős vezetőjévè” nevezte ki. 1930 és 1936 között irodaigazgató volt.

### Püspöki tevékenysége
XI. Piusz pápa kinevezése nyomán, 1937. október 28-án Serédi bíboros-hercegprímás Sinope címzetes püspökévé szentelte. Az új püspök jelmondatául ezt választotta: „Fidenter ac fideliter” – „Bizalommal és hűséggel”. Ettől fogva a mindenkori esztergomi érsek segédpüspöke volt. Élete során jelentős egyházjogi tevékenységet folytatott: ebben a témában könyvet írt és tanított is, többek között az egri Érseki Jogakadémián és a Pázmány Péter Tudományegyetem Teológiai Karán.
Serédi Jusztinián 1945-ben bekövetkezett halála után Mindszenty József lett az új esztergomi bíboros érsek, aki Meszlényi Zoltánt minden hivatalában megerősítette. Amikor az állambiztonsági szervek a hercegprímást1948. december 26-án letartóztatták, majd koncepciós perben elítélték, az egyházmegyei ügyeit Drahos János kanonok, esztergomi általános érseki helynök vette kézbe, aki azonban 1950-ben elhunyt. Ezután Meszlényi lett az esztergomi érseki helynök, mivel a káptalan nem volt hajlandó megválasztani az állam által támogatott Beresztóczy Miklóst. Helynöki székfoglalójában szinte ígéretet tesz: „Krisztus hű pásztoraként a hitet és Egyházunk iránti hűséget nem tagadom soha! Isten engem úgy segéljen.”

### Halála
A kommunista hatalom nem tudta megbocsátani neki, hogy a káptalan nem az ő szándéka szerint választott helynököt, s beiktatása után 12 nappal, 1950. június 29-én a püspököt elhurcolták esztergomi lakásáról az Államvédelmi Hatóság emberei. A kistarcsai internálótáborba került, ahol a többi rabtól elkülönítve, magánzárkában őrizték és kínozták. Több szemtanú egybehangzó állítása szerint, télen éjjel-nappal nyitott ablaknál volt kénytelen tartózkodni. Meszlényi Zoltán ellen nem folyt semmiféle nyilvános per. Ítélet nélkül tartották fogva. Arra törekedett az állami elnyomó gépezet, hogy semmi hír ne kerüljön nyilvánosságra a letartóztatott püspök sorsáról. Úgy tűnik, utólag is eltüntettek a letartóztatásával kapcsolatos minden dokumentációt, ha egyáltalán volt ilyen.
Halálának körülményeiről sem tudni semmi bizonyosat, amely feltehetőleg az elszenvedett megpróbáltatások és az orvosi ellátás hiánya miatt következett be. Időpontja sem teljesen biztos: Kahler Frigyes történész szerint 1953. január 11. (Urbán Rezső áv. százados, a kistarcsai tábor parancsnoka ezt a dátumot jelölte meg 1953. január 17-én kelt jelentésében), mások szerint valószínűbb az 1951. március 4-i dátum.
Az elhunytat Rákoskeresztúron az Új köztemető területén temették jeltelen sírba. 1966. június 24-én földi maradványait exhumálták, átszállították Esztergomba, és az esztergomi bazilikában helyezték csendben örök nyugalomra, a nagy nyilvánosság kizárásával, az egyházmegye vezetőségének, néhány papjának és kispapjának szűk körében.

## Emlékezete

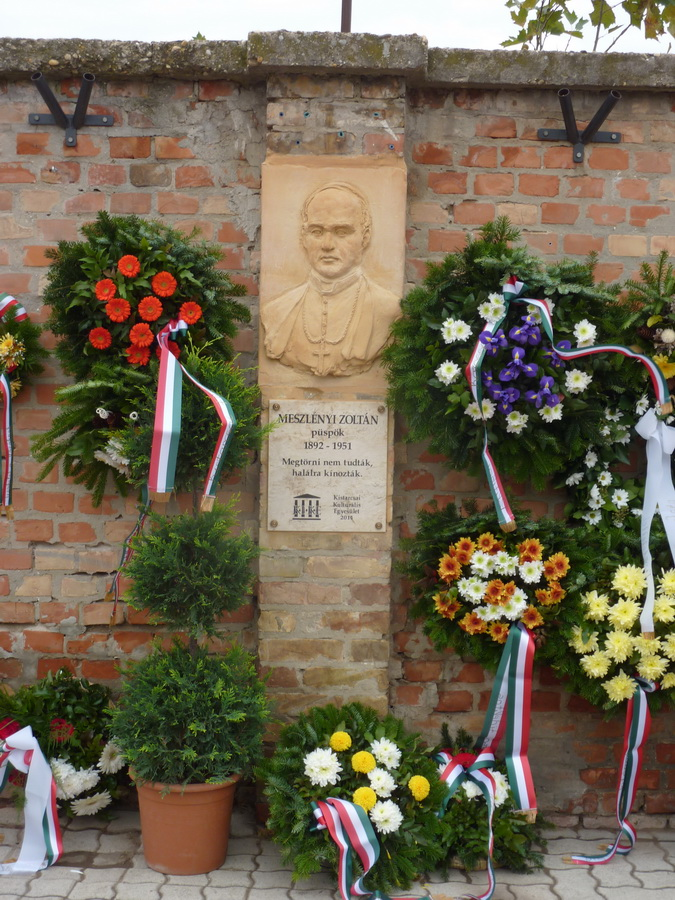
Meszlényi Zoltán domborműve Kistarcsán, az egykori internálótábor falán – a KIKE munkája

XVI. Benedek pápa 2009. július 3-án jóváhagyta boldoggá avatását. A szertartásra, melyet Erdő Péter bíboros, prímás, esztergom–budapesti érsek és Angelo Amato érsek, a Szenttéavatási Kongregáció prefektusa végzett, 2009. október 31-én, ünnepi szentmise keretében került sor az esztergomi bazilikában.
A Budapest-Sashalmi Krisztus Király plébániatemplom telkén még 2004-ben épült fel a Meszlényi Zoltán közösségi ház, amiben a hittanterem mellett egy közösségi terem is helyet kapott, mely találkozók, tárlatok, különböző előadások, házas hétvége, bemutatók, könyvvásár, énekkari találkozók, vagy éppen hangversenyek színhelye. Az építkezést 2003-ban határozta el az egyházközség képviselőtestülete, melyre György Attila plébános idejében (1978–1999) kezdeményeztek gyűjtést. A hívek adományain kívül az Esztergom-Budapesti Főegyházmegye és a XVI. kerületi Önkormányzat anyagi támogatásával épült fel. A ház tervezője Rozsinszky Gézáné, kivitelezője Lovró József volt, elnevezését pedig Nagy Zoltán plébános kezdeményezte.

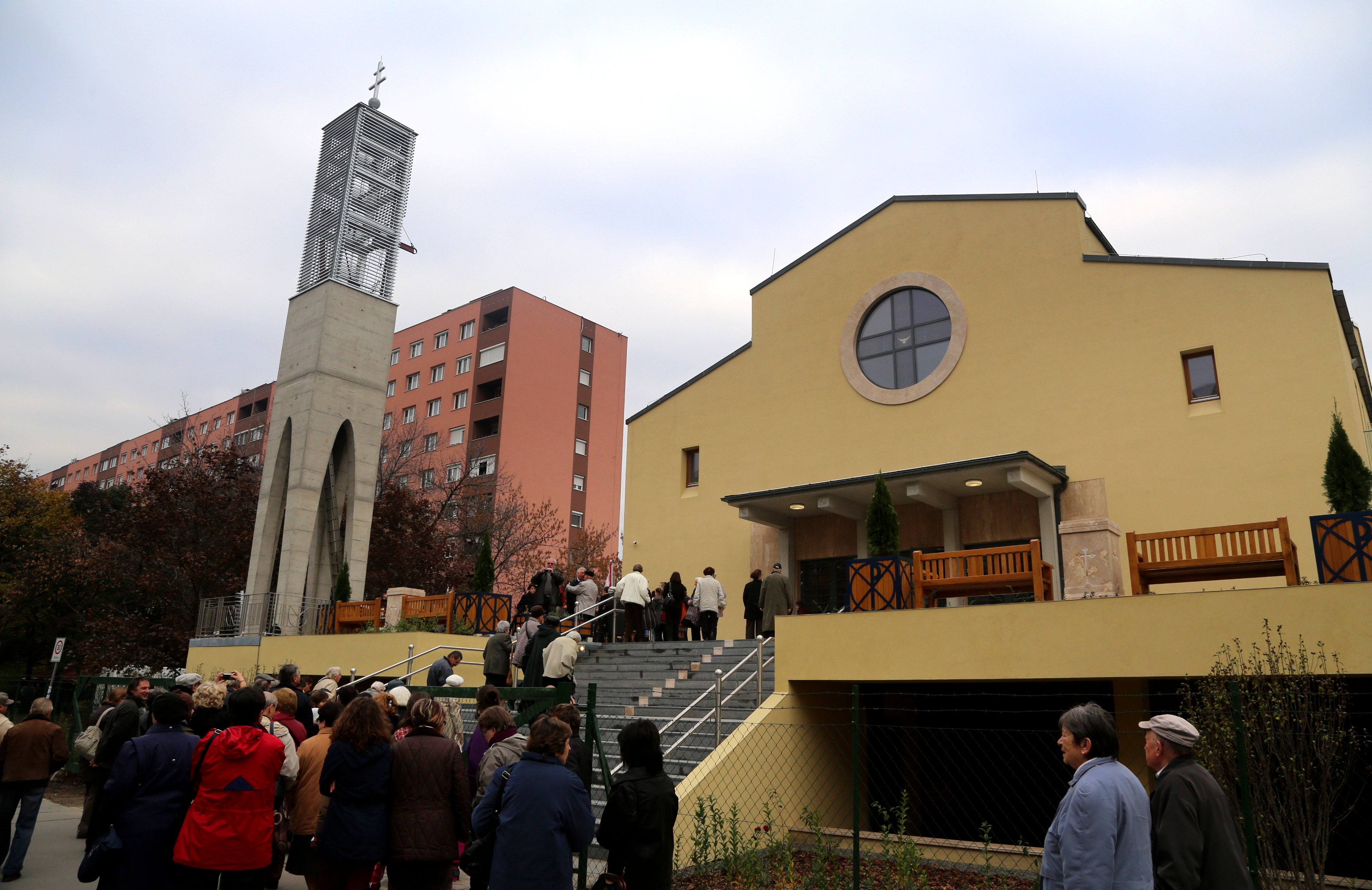
A lágymányosi Boldog Meszlényi Zoltán (Szent Adalbert) templom

A vértanú püspökről nevezték el a Lágymányosi Szent Adalbert-plébánia újonnan épített templomát, amelynek alapkövét a plébánia búcsúnapján, 2013. április 23-án helyezte el Erdő Péter bíboros. Az új templom a plébánia 1931-ben létesített, majd többször bővített szükségkápolnája (XI., Fehérvári út 88.) közelében, a Fehérvári út, az Etele út és a Petzval József utca által határolt, az egyházközség számára 2008-ban 99 évi ingyenes használatra átadott telken (1119 Bp., Etele út 3.) épült fel – a plébániaközösség és Musits Antal atya sok imádsága és áldozatos munkája nyomán. A bokrétaünnep 2014. március 13-án, a harangok megáldása október 30-án, a templom felszentelése pedig október 31-én történt, úgyszintén Erdő Péter bíboros által.
A Kistarcsai Kulturális Egyesület kerámiadomborművet készíttetett, melynek avatási ünnepségére 2014. március 2-án került sor Kistarcsán, az Október 23. téren, a volt internálótábor emlékfalánál. Az emléktáblát Beer Miklós megyés püspök avatta fel.
2018. június 10-én csontereklyéjét és egy, a szenvedésének helyszínén begyűjtött szögesdrótdarabot a 85 éves zagyvapálfalvai Jézus Szíve főplébánia-templomban helyeztek el, szintén Beer Miklós váci püspök által celebrált szentmise keretében.
A hatvani vasútállomás felett átívelő Boldog Meszlényi Zoltán híd őrzi nevét az utókor számára.
2022. március 4-én csontereklyéjét helyezte el Cserháti Ferenc, a Magyar Katolikus Püspöki Konferencia külföldi magyar lelkipásztori szolgálatért felelős püspöke a Pasaréti Közösségi Ház kápolnájában, oltárszentelési mise keretében.

## Művei
- A főkegyúri jog és a forradalom; Buzárovits Ny., Esztergom, 1920
- Házassági köteléki perek az egyházi bíráskodásban, Buzárovits Nyomda, Esztergom, 1927
- Házasságjog. Az egyházi törvénykönyv vonatkozó kánonjainak fordításai; ford. Meszlényi Zoltán; Buzárovits, Esztergom, 1927
- A kánonjogi tanulmányok fontossága, Szent István Akadémia, Budapest, 1930
- Szentek, a mi hőseink; többekkel; Katolikus Magyarok Vasárnapja, Cleveland, 1958 (Magyar könyvtár)
- Alázatos szolgálat: Dr. Meszlényi Zoltán Lajos szentbeszédei, Don Bosco Kiadó, Budapest, 2007 ISBN 9789639455689
- Boldog Meszlényi Zoltán Lajos válogatott kéziratai; sajtó alá rend., szerk., bev., jegyz. Beke Margit; Szent István Társulat, Bp., 2014